# Xarxa Internacional de Ciutats de Refugi
La Xarxa Internacional de Ciutats de Refugi (ICORN per les sigles en anglès) és una organització internacional de ciutats i regions que ofereix abric a escriptors i artistes en risc de persecució, assegurant així la llibertat d'expressió.
El seu origen es troba en la Xarxa de Ciutats d'Asil (INCA en anglès) establerta el 1993 pel Parlament Internacional d'Escriptors (IPW), en resposta a l'assassinat d'escriptors a Algèria, i es basa en l'article 19 referent al dret a la llibertat d'expressió de la Declaració Universal dels Drets Humans. Després de la dissolució de l'IPW el 2003, les seves activitats van tenir continuïtat en l'ICORN Administration Center, establert a Stavanger, a Noruega, el juny de 2006. El 2010 l'ICORN va convertir-se en una organització independent, i el 2014 va votar expandir el seu suport a artistes i músics.
El 2015 hi havia unes 50 ciutats que oferien aquest tipus de refugi.
Barcelona és ciutat refugi de l'ICORN, dins del Programa Escriptor Acollit que coordina el PEN Català.